# 塔帕丘拉
塔帕丘拉（西班牙語：Tapachula），全称塔帕丘拉·得·科尔多瓦和奥多涅斯（西班牙語：Tapachula de Córdova y Ordóñez），是墨西哥恰帕斯州东南部的一个城镇和市镇，於該國東南部，毗鄰與危地馬拉接壤的邊境，始建於1821年，海拔高度177米，每年平均降雨量3,831毫米，2010年人口320,451。

## 背景
塔帕丘拉城是恰帕斯州索科努斯科地区的首府，素有“索科努斯科的明珠”之称。塔帕丘拉（西班牙語：Tapachula）这个名字来自纳瓦特尔语，意思是“在水域之间”，因为该地区经常发生洪水。塔帕丘拉位于海拔120米左右的低洼沿海平原上，多条小河流纵横交错。

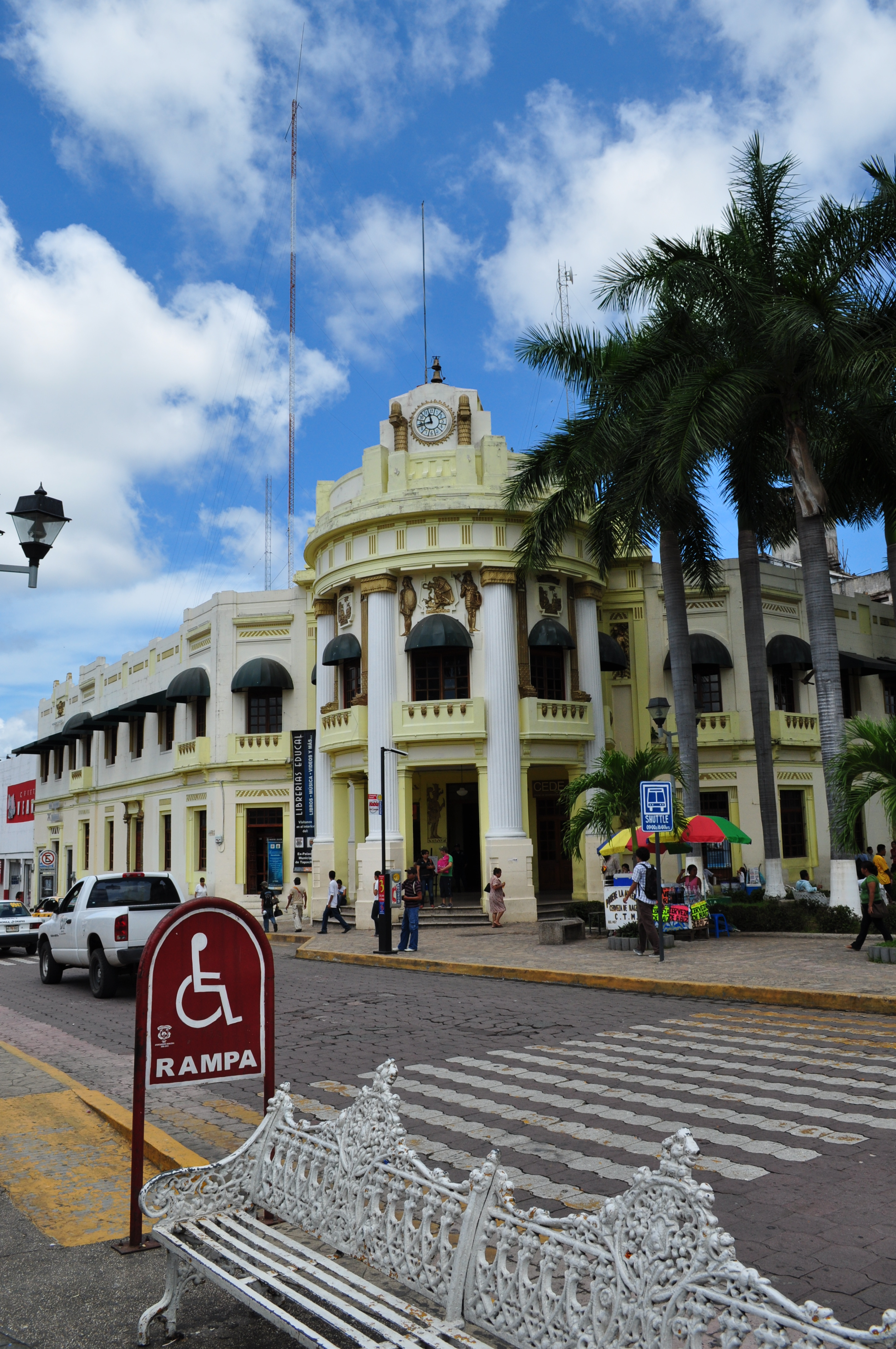
城市主广场边的老市政厅大楼

塔帕丘拉是墨西哥与危地马拉在太平洋沿岸地区的主要边境城市，尽管它距离边境还有一段距离。主要的商业过境点位于大约四十公里外的伊达尔戈城。它还是墨西哥和中美洲之间货物和人员过境的主要港口，使其在经济和社会上与美国南部边境的城市（如德克萨斯州拉雷多）相似。通过该地区的货物流通以及作为索科努斯科富裕农业区的经济中心，使塔帕丘拉成为恰帕斯州最重要的经济体之一，也是该州人均收入最高的地区之一。由于其财富相对较新，自19世纪后期以来，塔帕丘拉主要是一座现代化城市。与美国的边境城市一样，塔帕丘拉和该地区的其他社区也存在非法移民、毒品贩运和暴力问题，其中大多数非法越境者来自中美洲。这导致该市有很强且非常明显的警力存在，以及针对塔帕丘拉国际博览会等重大活动的特殊安全措施。

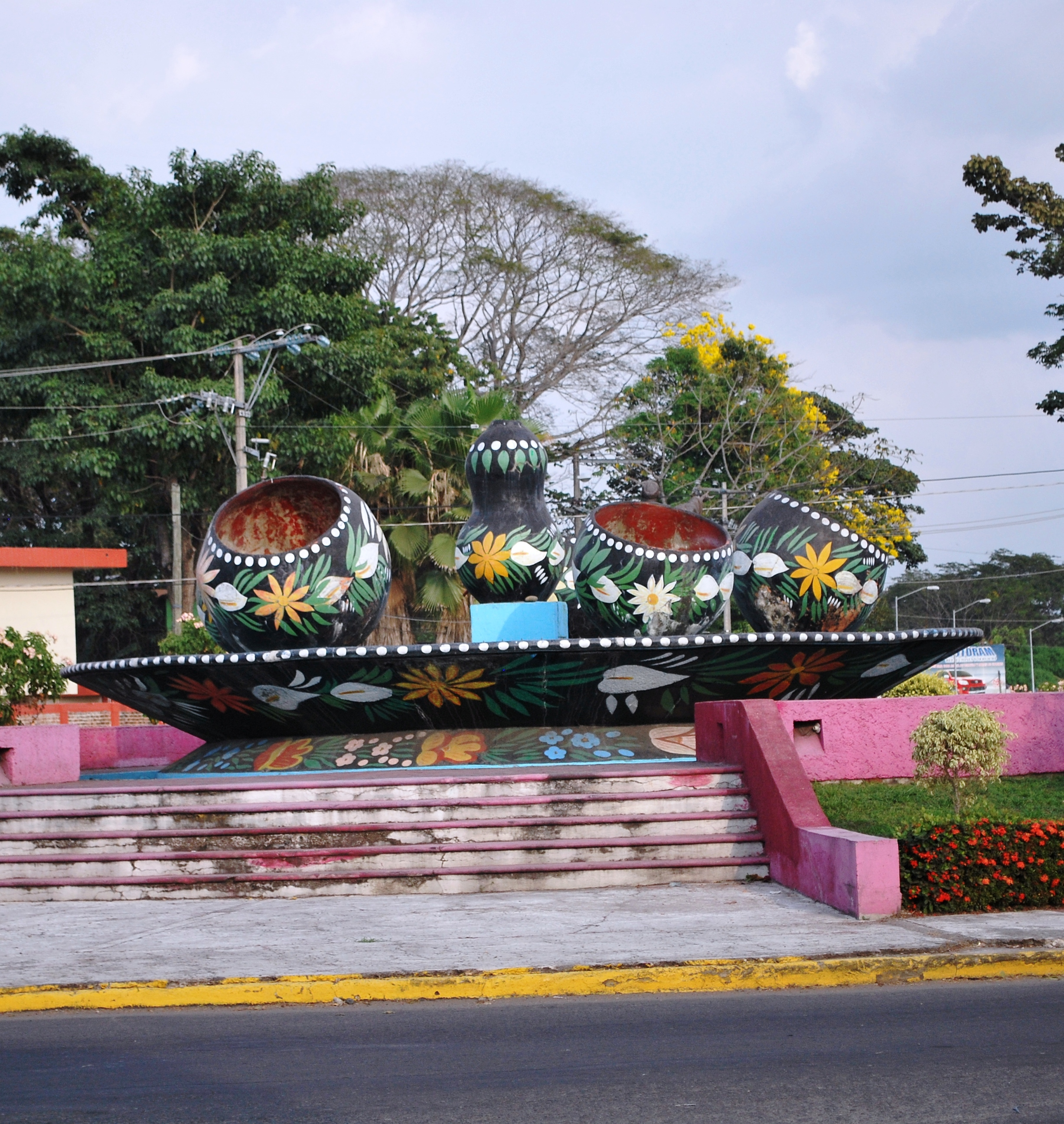
塔帕丘拉的彩绘葫芦纪念碑

自1900年左右以来，这座城市就有了强大的华人影响力，当时许多中国人来到该地区的咖啡种植园工作。这些第一批移民的大多数后代已经分散到整个索科努斯科地区，但直到今天仍有亚洲移民到塔帕丘拉。大多数现代移民从事商业而不是农业。亚洲人存在的最明显证据是城市中尤其是在市中心大量的中国和其他亚洲餐馆。一些销售中国食品和进口商品的企业集中在圣胡安市场。华人社区之家（西班牙語：Casa de la Comunidad China）位于南第四大街（Cuarta Avenida Sur）。该组织致力于中国文化教育，并在装修后于2012年重新开放。2011年，塔帕丘拉与中国东营市签订友好城市协议。
这座城市历史中心的大部分纪念性建筑都建于20世纪的前几十年，尽管在同一地区附近有许多重要的大型住宅建于1960年代，采用装饰派艺术风格，例如拉波塔维安达斯（西班牙語：La Portaviandas）大楼。由于最近的发展，在市中心之外的建筑几乎都可以追溯到20世纪后期。历史中心的标志是一个绿树成荫的大型广场，名为米格尔伊达尔戈公园（西班牙語：Parque Miguel Hidalgo）。这个广场的中心有一个八角亭，上面有受到摩尔式建筑影响的巴洛克铁制品。伊达尔戈公园是城市的中心，周围环绕着新旧市政宫殿、Perez Porta 和经常举办马林巴音乐会的露天剧院（西班牙語：Teatro al Aire Libre）。
圣奥古斯丁教区教堂（西班牙語：Parroquia San Agustín）始建于18世纪，旨在纪念该市的守护神希波的奥古斯丁。这是一个简单的建筑，带有红色西班牙瓦屋顶，由木梁支撑。立面是一个简单的新古典主义风格，有六根爱奥尼柱，入口两侧各三根，由假拱门连接。立面顶部有两座钟楼。这个设计基于特奥皮斯卡教堂。 在塔帕丘拉教区成立后不久，该教堂于1958年成为大教堂，但这一地位于2009年让位给圣何塞大教堂。
索科努斯科考古博物馆面向伊达尔戈公园。这座建筑收藏了该地区各个考古遗址的许多作品，尤其是伊萨帕和几个沿海遗址。一件特别的作品是一个覆盖着金子并镶嵌着绿松石头骨；另一件名为25号的石碑，雕刻质量很高。
作为市政宫的文化之家（西班牙語：Casa de Cultura）建于1929年，当时城市因周围的咖啡种植园而繁荣。虽然是装饰派艺术风格，但正面装饰着瓦哈卡风格的镂空装饰、阿兹特克战士的图像和风格化的蛇以及墨西哥和州的徽章。今天，该建筑作为城市的文化中心。
市政公墓作为该地区移民历史的见证而著称，墓碑上刻有德国名字和汉字。两者最好的例子都可以追溯到19世纪末到20世纪初。
塔帕丘拉最著名的当地人之一是女演员兼歌手比比·盖坦，她于1990年代出道。

## 地理与环境

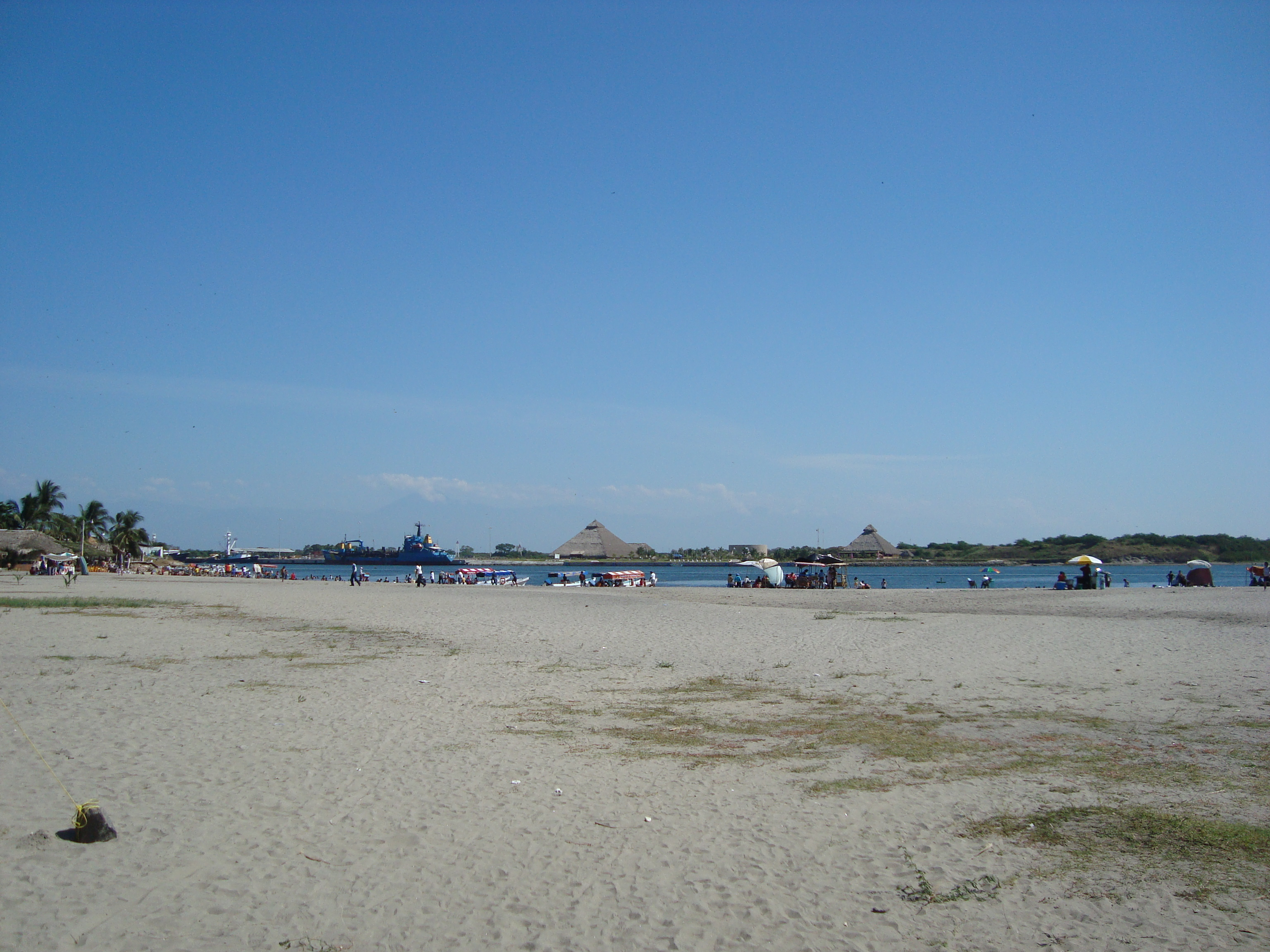
Flickr中的照片

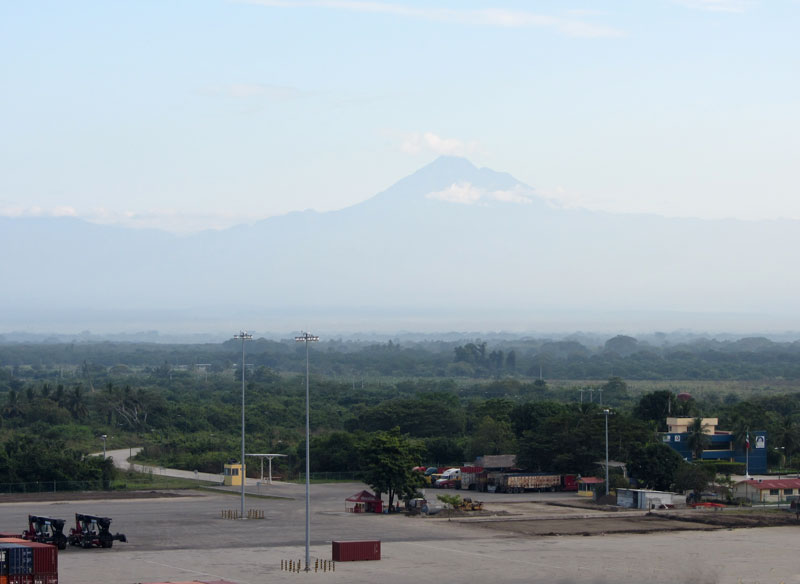
塔卡納火山

该市横跨恰帕斯马德雷山脉的一部分，向西延伸到沿海平原到太平洋，平均海拔为170（560英尺）。该市的主要生态系统包括低生长雨林、中生长雨林和橡树-松树林。许多这些森林地区已经被过度开发，植物和动物的生命都遭受了重大损失。生态保护区包括 El Cabildo-Amatán、El Gancho-Murillo 和塔卡纳火山的一部分。

### 气候
因海拔而异，从低海拔沿海地区的炎热到高海拔地区的温带。作为塔卡納火山的一部分，有一小片气候寒冷区。降水量也因海拔而异。市区一年中大部分时间气候炎热潮湿。该地区是世界上雨量最多的地区之一，山区的年降雨量约为3,900（150英寸），由从恰帕斯马德雷山脉经沿海平原流向太平洋的许多河流和溪流排出。主要河流有 Huehuetán、Coatán 和 Cuilco。由于河流泛滥和疏散道路不足，有82个社区被认为面临自然灾害的高风险。其中52座位于三条河流的河岸：Coatán、Texcuyuapan 和 Cahoacán。该地区的大部分防洪设施在2005年被颶風斯坦破坏或摧毁。
| 塔帕丘拉(1951-2010)                       | 塔帕丘拉(1951-2010) | 塔帕丘拉(1951-2010) | 塔帕丘拉(1951-2010) | 塔帕丘拉(1951-2010) | 塔帕丘拉(1951-2010) | 塔帕丘拉(1951-2010) | 塔帕丘拉(1951-2010) | 塔帕丘拉(1951-2010) | 塔帕丘拉(1951-2010) | 塔帕丘拉(1951-2010) | 塔帕丘拉(1951-2010) | 塔帕丘拉(1951-2010) | 塔帕丘拉(1951-2010) |
| 月份                                      | 1月                 | 2月                 | 3月                 | 4月                 | 5月                 | 6月                 | 7月                 | 8月                 | 9月                 | 10月                | 11月                | 12月                | 全年                |
| ----------------------------------------- | ------------------- | ------------------- | ------------------- | ------------------- | ------------------- | ------------------- | ------------------- | ------------------- | ------------------- | ------------------- | ------------------- | ------------------- | ------------------- |
| 历史最高温 °C（°F）                       | 39.0 (102.2)        | 38.1 (100.6)        | 38.8 (101.8)        | 39.0 (102.2)        | 39.6 (103.3)        | 38.7 (101.7)        | 39.3 (102.7)        | 39.2 (102.6)        | 39.0 (102.2)        | 38.1 (100.6)        | 37.3 (99.1)         | 37.0 (98.6)         | 39.6 (103.3)        |
| 平均高温 °C（°F）                         | 33.6 (92.5)         | 34.4 (93.9)         | 35.2 (95.4)         | 35.3 (95.5)         | 34.1 (93.4)         | 32.8 (91.0)         | 33.2 (91.8)         | 33.1 (91.6)         | 32.2 (90.0)         | 32.5 (90.5)         | 32.9 (91.2)         | 33.0 (91.4)         | 33.5 (92.3)         |
| 日均气温 °C（°F）                         | 25.7 (78.3)         | 26.4 (79.5)         | 27.4 (81.3)         | 28.1 (82.6)         | 27.6 (81.7)         | 26.7 (80.1)         | 26.7 (80.1)         | 26.7 (80.1)         | 26.2 (79.2)         | 26.3 (79.3)         | 26.2 (79.2)         | 25.5 (77.9)         | 26.6 (79.9)         |
| 平均低温 °C（°F）                         | 17.9 (64.2)         | 18.5 (65.3)         | 19.7 (67.5)         | 20.9 (69.6)         | 21.1 (70.0)         | 20.6 (69.1)         | 20.2 (68.4)         | 20.2 (68.4)         | 20.2 (68.4)         | 20.0 (68.0)         | 19.5 (67.1)         | 18.1 (64.6)         | 19.7 (67.5)         |
| 历史最低温 °C（°F）                       | 10.0 (50.0)         | 9.4 (48.9)          | 10.6 (51.1)         | 12.5 (54.5)         | 15.0 (59.0)         | 15.5 (59.9)         | 10.1 (50.2)         | 12.2 (54.0)         | 14.5 (58.1)         | 12.2 (54.0)         | 9.0 (48.2)          | 11.5 (52.7)         | 9.0 (48.2)          |
| 平均降雨量 mm（）                         | 7.2 (0.28)          | 6.3 (0.25)          | 22.4 (0.88)         | 80.7 (3.18)         | 245.0 (9.65)        | 362.5 (14.27)       | 310.1 (12.21)       | 330.4 (13.01)       | 432.1 (17.01)       | 294.1 (11.58)       | 71.3 (2.81)         | 9.3 (0.37)          | 2,171.4 (85.5)      |
| 平均降雨天数（≥ 0.1 mm）                  | 0.8                 | 0.9                 | 2.0                 | 7.3                 | 17.5                | 22.3                | 21.0                | 22.2                | 23.9                | 19.6                | 6.6                 | 1.7                 | 145.8               |
| 平均相對濕度（％）                        | 69                  | 67                  | 68                  | 70                  | 75                  | 79                  | 78                  | 78                  | 80                  | 79                  | 76                  | 73                  | 74                  |
| 月均日照時數                              | 230                 | 207                 | 222                 | 191                 | 153                 | 138                 | 167                 | 167                 | 149                 | 180                 | 200                 | 221                 | 2,225               |
| 来源1：墨西哥国家气象局（湿度 1981–2000） |                     |                     |                     |                     |                     |                     |                     |                     |                     |                     |                     |                     |                     |
| 来源2：德国气象局（日照, 1961–1990）      |                     |                     |                     |                     |                     |                     |                     |                     |                     |                     |                     |                     |                     |

## 外部連結
- Ayuntamiento de Tapachula Official website
- Tourism of Tapachula （页面存档备份，存于） Non Official website Tourism

## 备注
1. ↑  Station ID for Tapachula, Chis. is 76903 Use this station ID to locate the sunshine duration